# Берт Аспен
Альберт «Берт» Аспен (англ. Albert «Bert» Aspen; нар. 1 березня 1934, Болтон, Великий Манчестер) — британський борець вільного стилю, бронзовий призер чемпіонатів Європейського ринку, триразовий бронзовий призер Ігор Співдружності, учасник двох Олімпійських ігор.

## Життєпис
Виступав за Олімпійський борцівський клуб Болтона.
Син — Браян Аспен, англійський борець вільного стилю, срібний призер чемпіонату Європи, дворазовий чемпіон Європейського ринку, чемпіон та дворазовий бронзовий призер Ігор Співдружності, учасник двох Олімпійських ігор (1980, 1984) у складі збірної Великої Британії.

## Спортивні результати на міжнародних змаганнях

### Виступи на Олімпіадах
| Змагання                    | Збірна          | Вагова категорія          | Місце              |
| --------------------------- | --------------- | ------------------------- | ------------------ |
| Літні Олімпійські ігри 1980 | Велика Британія | вільна боротьба, до 62 кг | 19                 |
| Літні Олімпійські ігри 1984 | Велика Британія | вільна боротьба, до 63 кг | не вийшов із групи |

### Виступи на Чемпіонатах Європейського ринку
| Змагання                                      | Збірна          | Вагова категорія          | Місце  |
| --------------------------------------------- | --------------- | ------------------------- | ------ |
| Чемпіонат Європейського ринку з боротьби 1979 | Велика Британія | вільна боротьба, до 62 кг | Бронза |

### Виступи на Іграх Співдружності
| Змагання                                       | Збірна | Вагова категорія          | Місце  |
| ---------------------------------------------- | ------ | ------------------------- | ------ |
| Ігри Британської імперії та Співдружності 1958 | Англія | вільна боротьба, до 62 кг | Бронза |
| Ігри Британської імперії та Співдружності 1962 | Англія | вільна боротьба, до 63 кг | Бронза |
| Ігри Британської імперії та Співдружності 1966 | Англія | вільна боротьба, до 63 кг | Бронза |